# Spirkelbach
Spirkelbach település Németországban, Rajna-vidék-Pfalz tartományban. Lakosainak száma 675 fő (2023. december 31.).

## Népesség
A település népességének változása:
| Lakosok száma | 571  | 691  | 691  | 675  | 663  | 675  |
|               | 1975 | 2017 | 2019 | 2021 | 2022 | 2023 |